# 柵戸
柵戸（さくこ、きのへ、きべ）は、7世紀から8世紀にかけて、城柵を維持するためにその内部ないし周辺に置かれた戸、城柵に属する人々をいう。関東地方、北陸地方と信濃国などから、東北地方（新潟県北部をふくむ）や九州地方南部の辺境域に設置された城柵に移住した。自ら土地を開墾して生活を立て、城柵の造営と修理にあたり、戦時には城柵の防衛にあたった。

## 概要
『日本書紀』の大化3年（647年）是歳条に「渟足柵を造り、柵戸を置く」とあって、これが東北辺境の城柵と柵戸の初見である。翌大化4年（648年）には「磐舟柵を治めて蝦夷に備え、越と信濃の民を選んで初めて柵戸を置く」とある。一年遅れの磐舟柵のほうが「初めて」とされているのがやや不審だが、この頃が柵戸の開始期であった。柵戸研究者としても知られる古代史学者の高橋崇によれば、『和名類聚抄』の郷名からの推定では、渟足柵には越前国、磐舟柵には信濃国と越前国からの移民が想定できるという。
史料には見えないが、太平洋側の陸奥国にも郡山遺跡のような柵が作られた。関東からの移民の存在が出土した土器から推定されており、彼らも柵戸だった可能性がある。
柵戸は九州南部にも置かれ、天平神護2年（766年）には日向・薩摩・大隅の三国に柵戸が存在した。
移住政策（柵戸政策）は、養老6年（722年）以降しばらく行われなくなるが、天平宝字元年（757年）以降に桃生城・雄勝城の造営に伴って再び開始される。この時期に移住させられた住民は、「戸」を単位としたものでなく犯罪人や浮浪浪人などの移転が中心となっている。さらに桃生城・伊治城の造営や桃生郡・栗原郡を建てるに当たっては、陸奥国や坂東（関東地方）諸国から住民に優遇措置を与えて移住させる政策がとられる。それは住民の希望者を募るという方法にかわっていた。しかし、移民政策は継続されていて、延暦21年（802年）正月に駿河・甲斐・相模・武蔵・上総・下総・常陸・信濃・上野・下野諸国の浪人4000人を陸奥胆沢城に移転させた。この胆沢城の記事が柵戸記事の最後である。これについては、桓武朝末年の蝦夷征伐中止の決定（徳政相論）と関連して放棄されたとする見解がある。